# 음악미학
음악미학 또는 음악의 미학(Aesthetics of music)은 예술의 본질, 음악의 아름다움과 취향, 음악의 아름다움 창조 또는 감상을 다루는 철학의 한 분야이다. 근대 이전 전통에서 음악의 미학 또는 음악 미학은 리듬과 화성적 구성의 수학적, 우주론적 차원을 탐구했다. 18세기에는 음악을 듣는 경험으로 초점이 옮겨졌고, 따라서 음악의 아름다움과 음악의 인간적 즐거움(plaisir 및 jouissance)에 대한 질문으로 옮겨졌다. 이러한 철학적 전환의 기원은 때때로 18세기 바움가르텐에 기인하고, 그 다음은 칸트에 기인한다.
미학은 철학의 하위 학문이다. 20세기에는 피터 키비, 제롤드 레빈슨, 로저 스크러턴 및 스티븐 데이비스가 음악 미학에 중요한 공헌을 했다. 그러나 많은 음악가, 음악 평론가, 기타 비철학자들이 음악미학에 기여해 왔다. 19세기에는 음악평론가이자 음악학자인 에두아르트 한슬릭(Eduard Hanslick)과 작곡가 리차드 바그너(Richard Wagner) 사이에 기악이 청취자에게 감정을 전달할 수 있는지에 대한 중요한 논쟁이 일어났다. 바그너와 그의 제자들은 기악이 감정과 이미지를 전달할 수 있다고 주장했다. 이러한 신념을 지닌 작곡가들은 기악을 사용하여 이야기를 전달하거나 풍경을 묘사하려는 기악시를 썼다. 역사는 한슬릭을 바그너의 적으로 묘사하지만, 1843년 드레스덴에서 탄호이저가 초연된 후 한슬릭은 이 오페라에 대해 극찬을 했다. 그는 바그너를 “독일 낭만주의 오페라의 새로운 유파의 위대한 새 희망”이라고 불렀다. 스탠포드 대학의 바그너 오페라를 전문으로 하는 음악학자 토마스 그레이는 "음악 속의 아름다운 것에 대하여"는 바그너의 논쟁적인 과시와 과장된 이론에 대한 반격으로 쓰여졌다고 주장한다. 한슬릭과 그의 지지자들은 기악은 어떤 감정이나 이미지도 전달하지 않는 단순한 소리 패턴이라고 주장했다.
고대부터 음악은 우리의 정서, 지성, 심리학에 영향을 미치는 능력이 있다고 생각되어 왔다. 그것은 우리의 외로움을 달래줄 수도 있고 우리의 열정을 불러일으킬 수도 있다. 고대 그리스 철학자 플라톤은 『국가』에서 음악이 영혼에 직접적인 영향을 미친다고 제안했다. 따라서 그는 이상적인 체제에서는 음악이 국가에 의해 엄격하게 규제될 것이라고 제안한다(Book VII). 음악미학에서는 작곡 구조의 중요성을 강조하는 경향이 강했다. 그러나 음악미학과 관련된 다른 문제에는 서정성, 조화, 최면, 감정, 시간적 역동성, 공명, 장난기 및 색상(음악 발달 문서 참고)이 포함된다.

## 같이 보기
- 미학
- 문화학 (사회과학)
- 음악학
- 음악사학
- 음악심리학
- 음악 이론
- 음악 치료
- 음악철학